# Eugène Lautier
Eugène Lautier est un homme politique français né le 20 août 1867 à Paulhan (Hérault) et décédé le 11 février 1935 à Paris.

## Carrière
Après des études en droit à Paris, Eugène Lautier entreprend une carrière de journaliste. Il devient un journaliste en vue au Journal Le Temps à Paris où il signe des articles politique en première page et a comme collègue André Tardieu. Il passe ensuite au Figaro où il est journaliste de la politique extérieure spécialiste des colonies.
En 1919, il est rédacteur en chef de L'Homme libre, journal fondé par Georges Clemenceau qui vient d'en quitter la direction. Eugène Lautier est plutôt un républicain laïque, hostile aux catholiques et aux communistes et est proche des milieux d'affaires, notamment de la Banque de Paris et des Pays-Bas d'Horace Finaly.
De 1919 à 1925, Eugène Lautier est maire de Bénesse-Maremne, dans le département français des Landes, député (contesté) de la Guyane de 1924 à 1932 et sous-secrétaire d'État aux Beaux-Arts du 2 mars au 28 novembre 1930 dans le gouvernement André Tardieu.
Il est inhumé le 13 février 1935 au cimetière du Père-Lachaise (90e division),.
Selon François Goguel, Eugène Lautier serait l'inventeur d'une formule aujourd'hui remise en vogue par Alain Juppé, puis à propos du macronisme : « couper les deux bouts de l’omelette »

## Détail des mandats

### Parlementaire
- Député de la Guyane du 11 mai 1924 au 31 mai 1932

### Ministériel
- sous-secrétaire d'État aux Beaux-Arts du 2 mars au 28 novembre 1930 dans le gouvernement André Tardieu

## Sources
- « Eugène Lautier », dans le Dictionnaire des parlementaires français (1889-1940), sous la direction de Jean Jolly, PUF, 1960 [détail de l’édition]